# Jean-Baptiste Muhindo Kasekwa
Jean-Baptiste Muhindo Kasekwa, est un homme politique congolais né le 14 octobre 1970 à Lusanga, dans la province du Kwilu, en république démocratique du Congo (RDC). Il est député national honoraire et un des notables de Goma au Nord-Kivu. Il est secrétaire général-adjoint de l’ECIDE, parti membre de la coalition Lamuka. Il était membre de la commission Défense et sécurité à l’Assemblée nationale pendant la législature 2018-2023.

## Biographie
Jean-Baptiste Muhindo Kasekwa est né le 14 octobre 1970 à Lusanga, dans la province du Kwilu, en république démocratique du Congo (RDC). Il est député provincial de Goma, dans la province du Nord-Kivu. Son parcours politique est marqué par son indépendance partisane, puisqu'il est non inscrit, ce qui lui permet de rester libre dans ses prises de position et d’intervenir sur des questions de fond, au-delà des considérations partisanes.

## Vie politique
Jean-Baptiste Muhindo Kasekwa est élu député provincial pour la ville de Goma lors des élections de 2019. Tout au long de son mandat, il a exercé une influence notable en tant que membre de l’Assemblée provinciale du Nord-Kivu. Son action s’est souvent concentrée sur les questions de sécurité, de gouvernance et de développement dans cette province, qui fait face à des défis importants liés aux conflits armés, à l’instabilité politique et aux problèmes sociaux.
Durant son mandat, il a été particulièrement actif dans l’exercice de son rôle de contrôle et d’information. Il a initié plusieurs interpellations à l’attention des membres du gouvernement pour dénoncer des manquements ou des problèmes affectant sa région et son pays,,. Parmi les interpellations les plus notables, on retrouve celles adressées au ministre de la Recherche scientifique José Mpanda Kabangu après l'éruption du Nyiragongo en 2021, concernant l'absence d’alerte de la part de l'Observatoire volcanologique de Goma (OVG).Le regret de voir que l’ennemi occupe aujourd’hui plusieurs localités du territoire de Lubero,.
En mars 2024, lors d'un Conseil National extraordinaire tenu à Kinshasa, Jean-Baptiste Kasekwa Muhindo a été nommé Premier Vice-président chargé de l'Engagement pour la Citoyenneté et le Développement (ECiDé), le parti politique de Martin Fayulu. Cette décision fait suite aux résolutions adoptées lors de cette réunion,,.En dehors de sa vie politique, il a déjà recu un prix d’excellence dénommé « KANYAKA »pour son engagement dans la lutte contre la corruption. 